# Ku (Zeměplocha)
Ku je fiktivní kontinent na Zeměploše, světě Terry Pratchetta, který zmizel v hlubinách oceánu. Kontinent mizel přibližně 30 let a obyvatelé strávili většinu času ucpáváním děr. Do dějin se toto zmizení zapsalo jako nejtrapnější přírodní katastrofa.
Jediná písemná památka, ve které se zachovaly důvěryhodné informace o tomto kontinentu, je 7dílné pojednání O některých méně známých aspektech kuských deštných rituálů od Břízolita Šprudláka, arcikancléře Neviditelné univerzity.